# Edward Robert Hughes

La veglia della Valchiria (1906).

Edward Robert Hughes (RWS) (Londra, 5 novembre 1851 – Saint Albans, 23 aprile 1914) è stato un pittore inglese.

## Biografia
Hughes nacque a Londra da una famiglia borghese. Suo zio era il pittore Arthur Hughes. Dopo i primi studi aderì alla concezione pittorica dei Preraffaelliti e a quella dell'Estetismo. Hughes usava molto anche l'acquarello e la tempera, ottenendo effetti spesso eccezionali. Fu un autentico perfezionista, un vero e proprio cultore della bellezza assoluta che non si stancava mai di perseguire anche attraverso la ricerca di nuove ed ambiziose tecniche. Nel 1891 fu eletto membro della Royal Watercolour Society.
Quando il più anziano William Holman Hunt venne colpito da una grave forma di cecità progressiva, Hughes divenne il suo assistente e lo aiutò a completare alcune opere fra le quali The Lady of Shalott e la versione ingrandita de La luce del mondo che oggi si trova nella St. Paul's Cathedral.
Morì nel suo cottage di St Albans nello Hertfordshire, il 23 aprile del 1914, poco dopo un intervento chirurgico.

## Opere
Le opere più conosciute di Edward Robert Hughes sono:
- Pack Clouds Away and Welcome Day (1890);
- The Lady of Shalott (1889-1892)
- Oh, What's That in the Hollow? (1895);
- Bertuccio's Bride (1895);
- The Shrew Katherina (1898);
- Weary Moon (1900);
- Woman Walking her Dog (1900);
- The Walkyrie's Vigil (1906);
- Heart of Snow (1907);
- Midsummer Eve (1908);
- Twilight Fantasies (1911);
- Night with her Train of Stars (1912).

## Galleria d'immagini

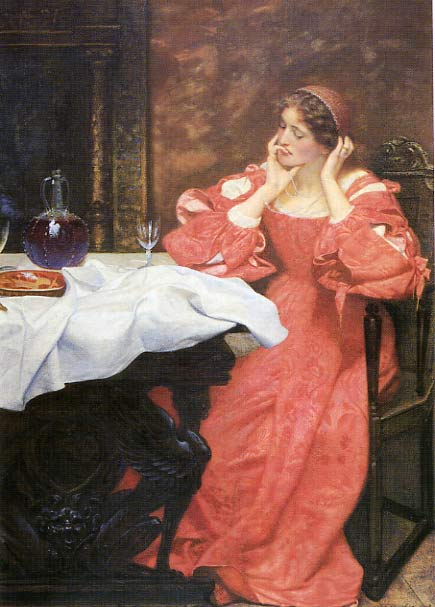
Caterina la bisbetica (1890).
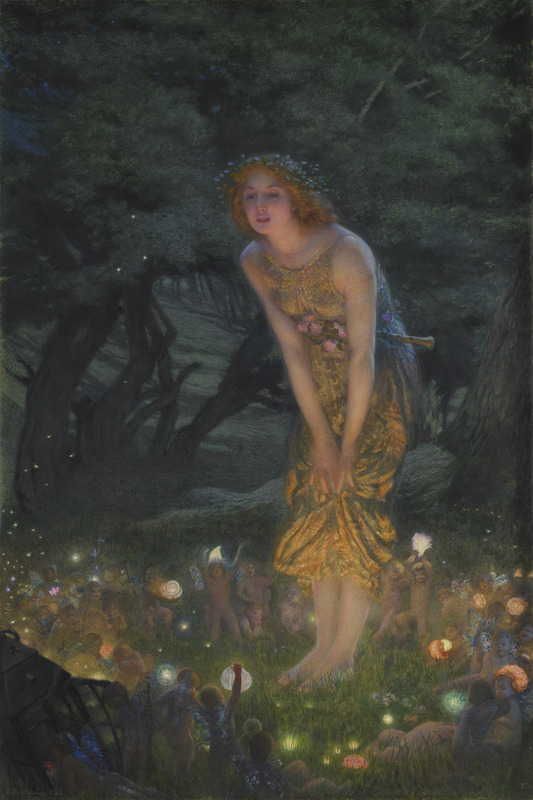
Vigilia di mezza estate (1908).
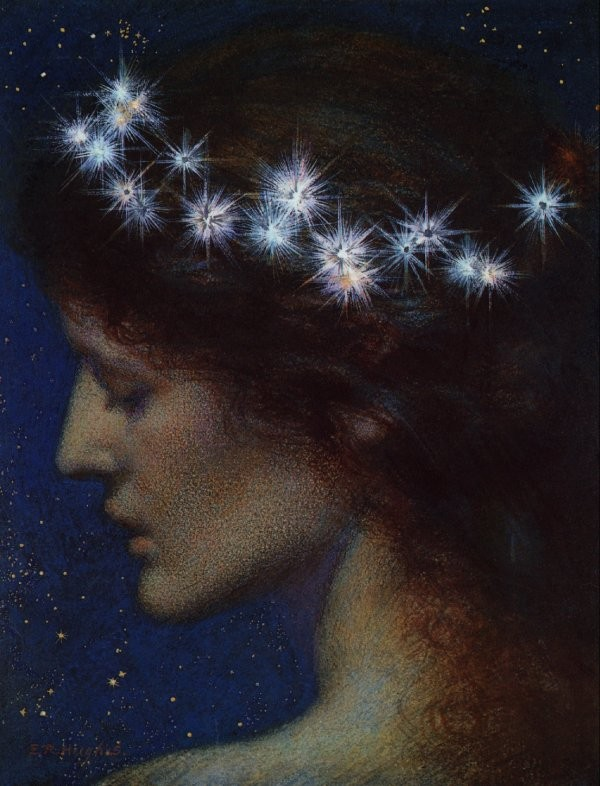
Stella dei Cieli.
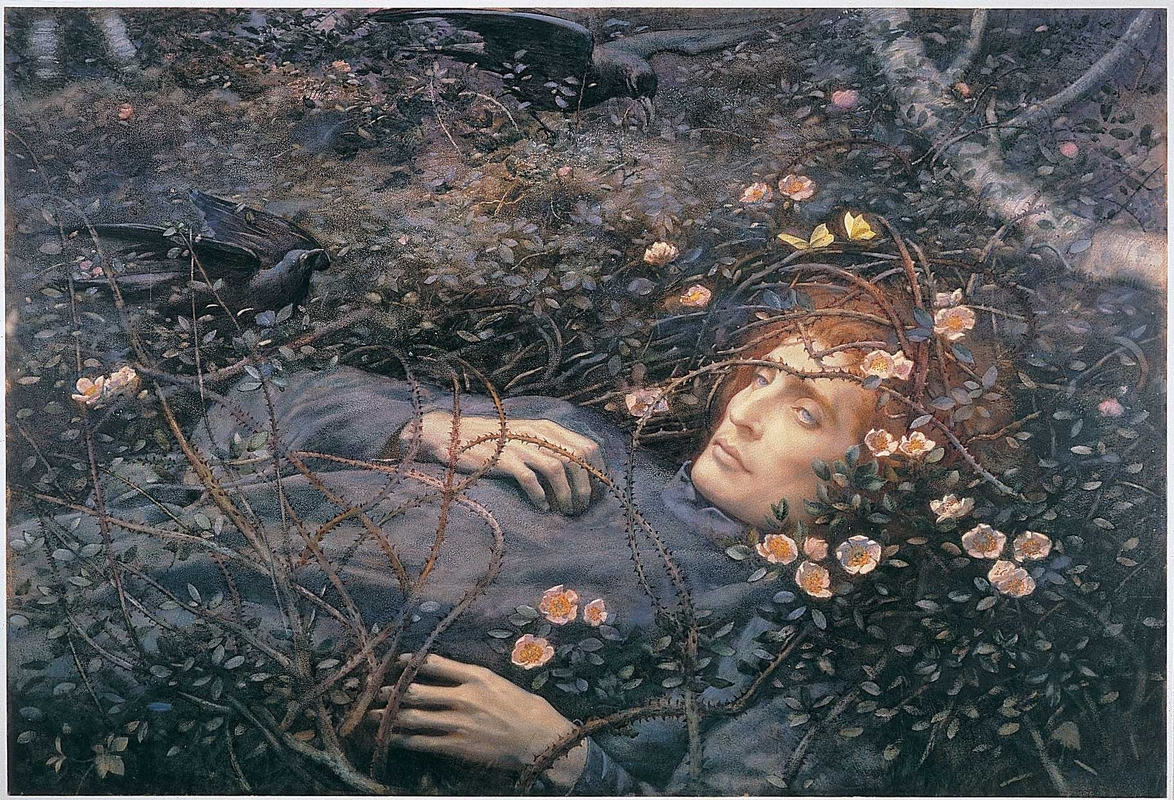
Oh, What's That in the Hollow ?  (1895).
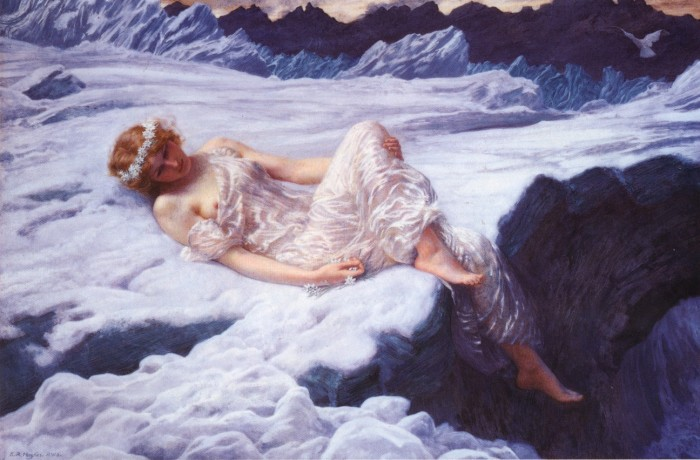
Il cuore della neve (1907).